# Io amo (film 1947)
Io amo (The Man I Love) è un film noir del 1947 diretto da Raoul Walsh e interpretato da Ida Lupino.

## Analisi
L'opera si ispirò a Night shift, romanzo hardboiled scritto da Maritta Wolff nel 1942 ma il titolo inglese della pellicola è lo stesso della celebre canzone The Man I Love di George Gershwin e Ira Gershwin che fa parte della colonna sonora.

## Tagline
There should be a law (Dovrebbe esserci una legge)